# تقلص عضلي موجي
التقلص العضلي الموجي هو الارتجاف اللاإرادي العفوي المقتصر على عدد قليل من العضلات، أو مجرد حزم عضلية داخل عضلة واحدة، لكنه غير كافي لتحريك المفصل. يُمثل التقلص العضلي الموجي للعضلة المائلة العلوية بالعين أحد الأمثلة علي التقلص العضلي الموجي.
يشيع استخدام مصطلح التقلص العضلي الموجي لوصف الانكماش اللاإرادي لعضلات الجفن، وخصوا الجفن السُفلي. ويمكن للتقلص العضلي الموجي أن يحدث في الأفراد العاديين (الأصحاء)، وعادة ما يبدأ التقلص ويتوقف من تلقاء نفسه. ومع ذلك فقد يستمر هذا التقلص أحيانًا لمدة تصل إلى ثلاثة أسابيع. وبما أن هذا التقلص عادة ما يتوقف من تلقاء نفسه، فإن المتخصصين في المجال الطبي لا يعتبرونه أمر خطير أو يدعو للقلق.
في المقابل فإن تقلص عضلات الوجه الموجي، والذي يظهر في شكل تموج عضلات أحد جانبي الوجه، قد يشير لورم كامن في جذع الدماغ (عادة ما يكون ورم جذع الدماغ الدبقي)، أو داء مزيل للميالين في جذع الدماغ (المرتبط بالتصلب المتعدد) أو أثناء مرحلة التعافي من متلازمة غيلان باريه، وهي أحد أشكال اعتلال الأعصاب المتعدد الذي قد يؤثر على العصب الوجهي. بحاجة لمصدر

## الأسباب
تتضمن العوامل المساهمة كل من: الإفراط في تناول الكافيين، ارتفاع مستويات القلق، التعب، الجفاف، الإجهاد، الإرهاق، وقلة النوم. كما أن استخدام بعض الأدوية أو الكحول قد يكون من العوامل المساهمة أيضًا، وكذلك نقص المغنيسيوم، كما يمكن ملاحظة هذا التقلص في مرضي التصلب المتعدد.

## العلاج
يوصي العديد من الأطباء عادة بعلاج مركب، يتكون من الضغط الدافئ (الكمادات الدافئة) على العينين لتخفيف توتر العضلات وإرخائها والحد من التورم، وجرعة صغيرة من مضادات الهيستامين (للحد من أي تورم قد يكون ناتجًا عن رد فعل تحسسي)، وزيادة الراحة في السرير وتقليل التعرض لشاشات الكمبيوتر وأجهزة التلفزيون والإضاءة القاسية (للسماح للعضلات بالراحة) ومراقبة كمية الكافيين المتناولة